# Kotlina Kargowska
Kotlina Kargowska je geomorfologický celek, kotlina, říční údolí a niva veletoku Odra. Je centrální součástí geomorfologické oblasti Pradolina Warciańsko-Odrzańska patřící do subprovincie Jihobaltské pojezeří (Pojezierza Południowobałtyckie) z rozsáhlého pásma Středoevropské nížiny. Nachází se v západním Polsku v Lubušském vojvodství v okrese Nowa Sól (gmina Kolsko, gmina Nowa Sól a gmina Otyń), okrese Wschowa (gmina Sława) a v okrese Zelená Hora (gmina Bojadła, gmina Kargowa, gmina Sulechów, gmina Trzebiechów, gmina Zabór a gmina Zelená Hora) a také ve Velkopolském vojvodství v okrese Wolsztyn (gmina Przemęt, gmina Siedlec a gmina Wolsztyn). Má polské geomorfologické značení 315.62 a podstatná část území se nachází v regionu Dolního Slezska.

## Popis
Kotlina Kargowska navazuje (je spojena přes koryto Odry) na západě s Dolinou Środkowej Odry a na jihu s Pradolinou Głogowskou. Vznikla působením řeky a zaniklých ledovců v době ledové. Je to poměrně rozsáhlá písčitá rovina vytvořená na styku sandru Obniżenie Obrzańskie (Bruzda Zbąszyńska) a Pradoliny Warciańsko-Odrzańské. Reliéf je výškově značně nevýrazný kvůli přítomnosti písečných dun a povrch je plochý, což také způsobuje rozdvojení řeky Obry, která směřuje své vody na sever (do Warty) nebo na západ (do Odry). Většina vodních toků je regulována. Oblast se vyznačuje velkým množstvím lesů a poměrně řídkým osídlením.

### Sídla
Jediným městem je zde Kargowa podle které získal mezoregion jméno.

## Galerie

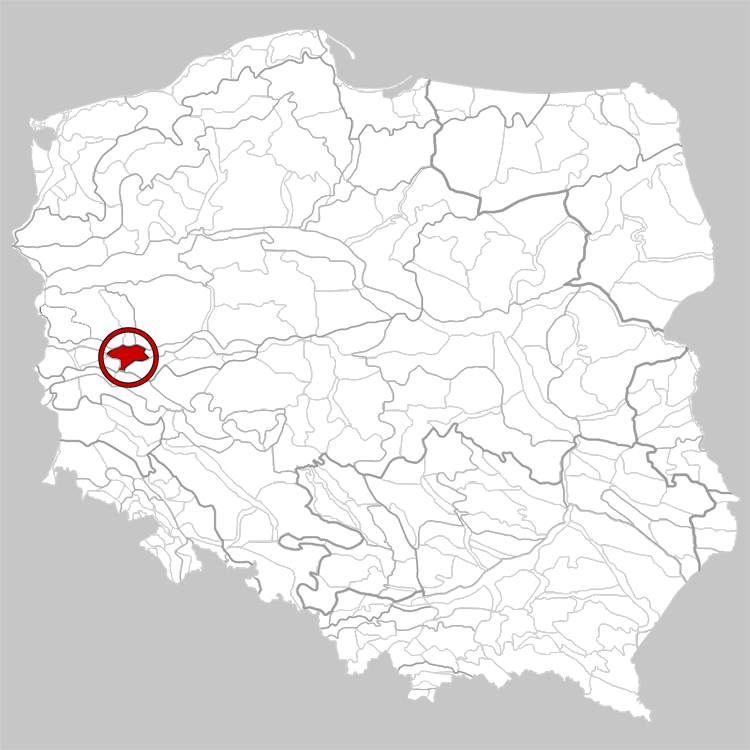
Poloha na mapě Polska
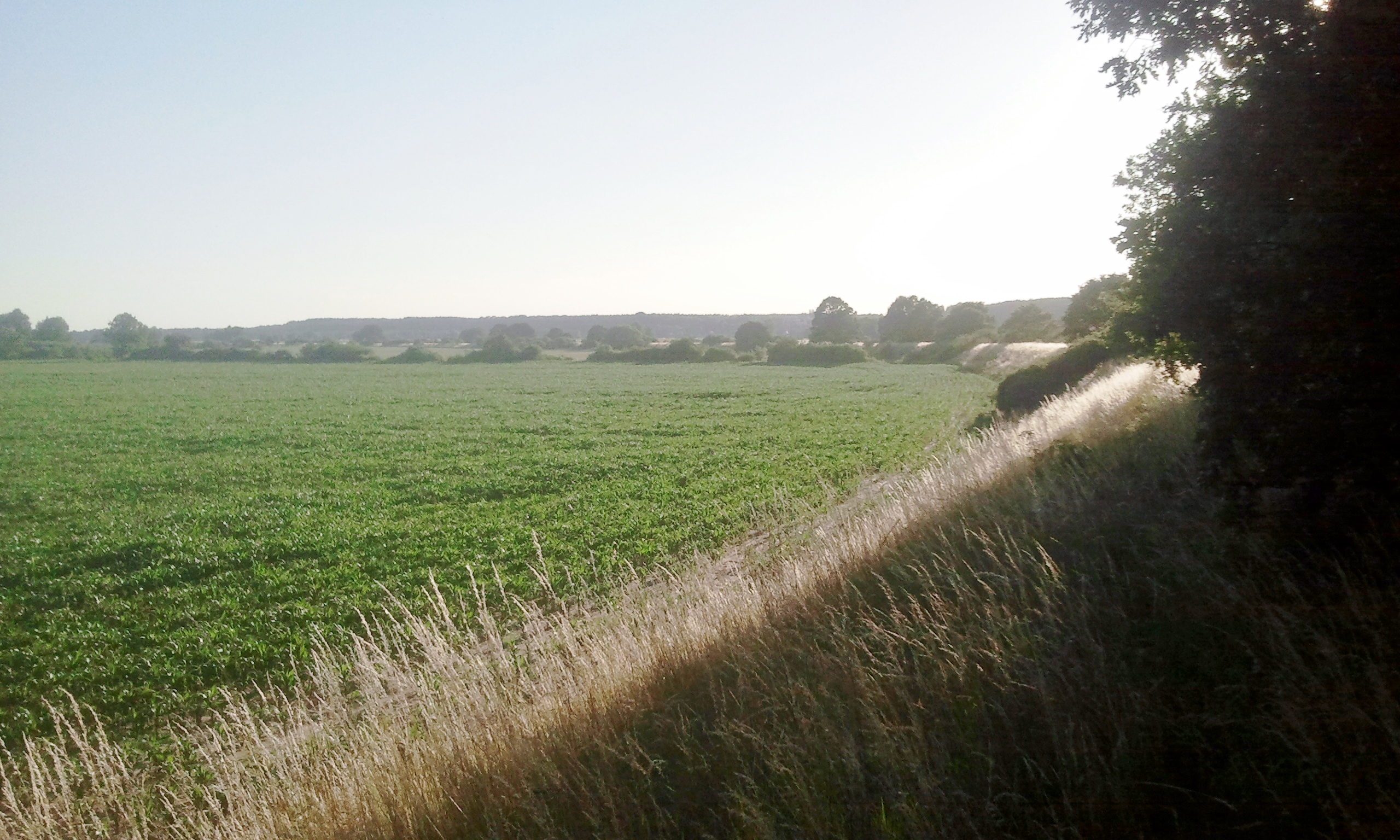
Sypaná povodňová hráz
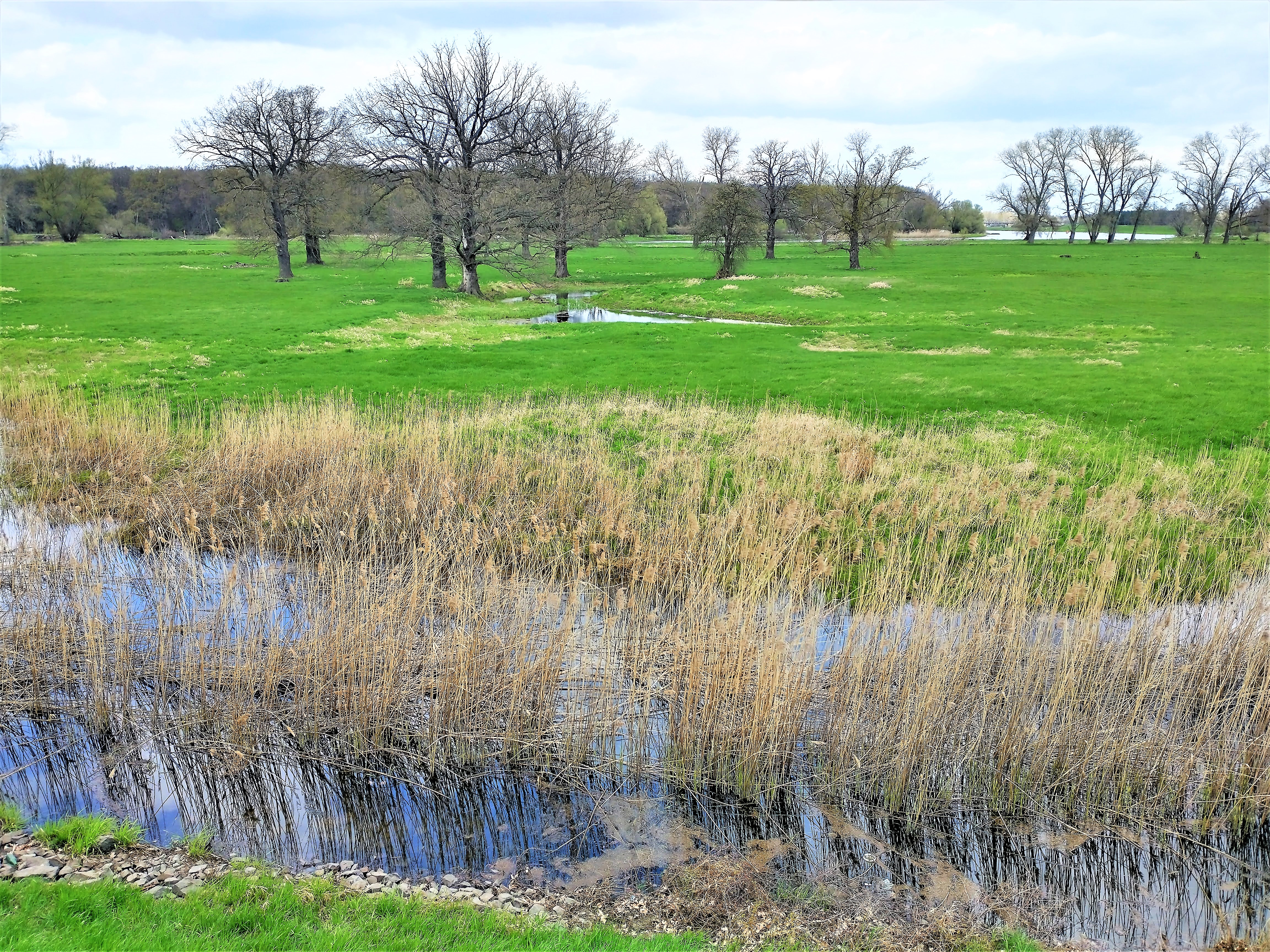
Vesnice Stany
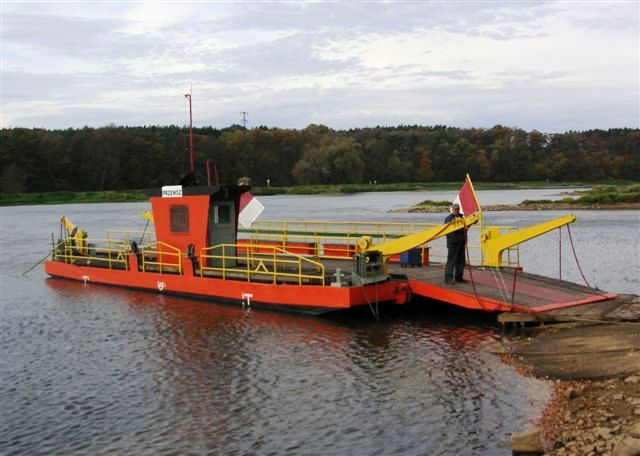
Přívoz přes Odru v Milsku